# Kabinett Bossart I
Das Kabinett Bossart I bildete vom 25. Januar 1908 bis zum 31. Dezember 1908 die von Großherzog Adolf Friedrich V. eingesetzte Landesregierung von Mecklenburg-Strelitz.
Dieses Kabinett war das letzte, das nach der veralteten Behördenstruktur organisiert war. Als Regierungsinstitutionen bestanden Staatsministerium, Regierung, Lehnkammer, Kammer- und Forstkollegium, Baudepartement und Finanzkommission. Nach dem Tod von Großherzog Friedrich Wilhelm II. 1904 war der Reformbedarf immer dringlicher geworden, was zum Erlass der Verordnung über die Organisation der obersten Landesbehörden vom 16. Dezember 1908 zur Einrichtung einer Ministerialverfassung nach dem Vorbild von Mecklenburg-Schwerin zum 1. Januar 1909 führte. Das neue Staatsministerium mit Fachministerien als Ministerialabteilungen wurde auch von Heinrich Bossart gebildet. 
| Amt            | Name                                                                                                 |
| Staatsminister | Heinrich Bossart                                                                                     |
| Staatsräte     | Martin Selmer Ernst Friedrich Heinrich von Blücher Hippolyt Friedrich August von Bülow Harry Ludewig |